# Sisillius III
Sisillius III was volgens de legende, zoals beschreven door Geoffrey van Monmouth, koning van Brittannië. Hij werd voorgegaan door koning Oenus en werd opgevolgd door zijn zoon Beldgabred. Sisillius III regeerde van 174 v.Chr. - 168 v.Chr.